# 野马Boss 429
野马Boss 429（Boss 429 Mustang）是1969年和1970年间福特野马生产的一款跑车。它总共生产了1359辆，是极其稀有的肌肉车之一。
每辆野马都在驾驶员侧车门上有一个NASCAR标识“KK”（Kar Kraft）。KK #1201是第一辆Boss 429，KK #2558是最后一辆。